# La Salle-universiteit (Mexico-Stad)
De La Salle-universiteit (Spaans: Universidad La Salle, ULSA) is een rooms-katholieke universiteit in Mexico.
De hoofdzetel van de universiteit is in Mexico-Stad, maar de universiteit heeft vestigingen in het hele land. De universiteit is opgericht in 1962 en is een van de Lasalliaanse universiteiten van de Broeders van de Christelijke Scholen. De La Salle-universiteit geldt als een van de meest prestigieuze van Mexico.